# Trichophysetis microspila
Trichophysetis microspila là một loài bướm đêm trong họ Crambidae.